# Raimundo Nina Ribeiro
Raimundo Nina Ribeiro (Raymundo Nina Ribeiro), mais conhecido como Nina Ribeiro (Pará, 1855 — Quixeramobim, Ceará, 5 de abril de 1894) foi um jornalista, advogado e político brasileiro. Filho do comerciante e político paraense Manoel Roque Jorge Ribeiro.
Foi casado com Eufrosina Miranda, oriunda da tradicional família Corrêa de Miranda, do Pará. O casal teve três filhos. Nenhum deles sobreviveu.
Iniciou seus estudos na Faculdade de Direito de São Paulo e, mais tarde, transferiu-se para Recife, onde terminou o Curso de Direito.
Foi senador pelo Pará de 1892 a 1894, além de deputado federal em 1891.